# Francesco Cappellin
Francesco Cappellin (Camposampiero, 18 agosto 1990) è un velocista italiano, specializzato nei 400 metri piani, bronzo con la staffetta 4x400 metri agli Europei juniores di Novi Sad 2009.

## Biografia
Nel 2005 diventa campione italiano cadetti sui 1000 m.
Due piazzamenti in finale ai campionati italiani allievi del 2006: sesto sui 400 m indoor e decimo negli 800 m all'aperto.
Nel 2007 partecipa ai campionati italiani allievi, gareggiando entrambe le volte sui 400 m, aggiudicandosi l'argento agli indoor ed il bronzo all'aperto.
Dopo il bronzo sui 400 m agli italiani juniores del 2008, nel 2009 diventa campione italiano juniores indoor sugli 800 m insieme all'argento sui 400 m (quest'ultima medaglia doppiata anche all'aperto, in cui non parte nella finale degli 800 m).
Sempre nel 2009 vince la medaglia di bronzo con la staffetta 4x400 m agli Europei juniores di Novi Sad in Serbia, dopo essere uscito in semifinale sui 400 m.
Nel 2010 diventa campione italiano promesse sui 400 m, dopo aver vinto il bronzo sulla stessa distanza ai nazionali promesse indoor (decimo sugli 800 m).
Partecipa ai campionati italiani assoluti sia indoor che outdoor, giungendo tutte e due le volte quinto sui 400 m.
Titolo di campione italiano promesse sui 400 m nel 2011 e sesto classificato agli assoluti di Torino.
Prende parte agli Europei under 23 di Ostrava in Repubblica Ceca: esce in batteria sui 400 m e termina ottavo con la staffetta 4x400 m.
Nel 2012 salta l'intera stagione agonistica dei campionati italiani assoluti e di categoria,
Nel biennio 2013-2014 entrambe le volte arriva quinto sui 400 m agli assoluti indoor e non supera la batteria all'aperto.
Doppia medaglia ai campionati italiani assoluti del 2015: argento sui 400 m indoor e bronzo all'aperto (fuori in batteria nei 200 m).
Esordisce con la Nazionale seniores in occasione dell'Europeo per nazioni a Čeboksary in Russia, concludendo all'ottavo posto con la staffetta 4x400 m.
Il 6 marzo del 2016 conclude al quinto posto la finale dei 400 m agli assoluti al coperto.

## Progressione

### 400 metri piani
| Stagione | Tempo | Luogo                 | Data      | Rank. Mond. |
| -------- | ----- | --------------------- | --------- | ----------- |
| 2015     | 46"75 | Torino                | 25-7-2015 |             |
| 2014     | 47"29 | Villafranca di Verona | 21-6-2014 |             |
| 2013     | 46"98 | Rovereto              | 28-6-2013 |             |
| 2012     | 48"36 | Reggio Emilia         | 8-9-2012  |             |
| 2011     | 46"66 | Torino                | 25-6-2011 |             |
| 2010     | 47"32 | Grosseto              | 1-7-2010  |             |
| 2009     | 47"52 | Novi Sad              | 23-7-2009 |             |
| 2008     | 48"74 | Torino                | 14-6-2008 |             |
| 2007     | 49"39 | Pordenone             | 13-7-2007 |             |
| 2006     | 50"86 | Pordenone             | 14-7-2006 |             |

### 400 metri piani indoor
| Stagione | Tempo | Luogo  | Data      | Rank. Mond. |
| -------- | ----- | ------ | --------- | ----------- |
| 2016     | 48"26 | Ancona | 5-3-2016  |             |
| 2015     | 47"39 | Padova | 22-2-2015 |             |
| 2014     | 48"08 | Ancona | 23-2-2014 |             |
| 2013     | 47"91 | Ancona | 16-2-2013 |             |
| 2010     | 48"60 | Ancona | 27-2-2010 |             |
| 2009     | 48"91 | Ancona | 14-2-2009 |             |
| 2007     | 50"29 | Genova | 24-2-2007 |             |
| 2006     | 52"33 | Ancona | 11-2-2006 |             |

## Palmares
| Anno | Manifestazione   | Sede     | Evento      | Risultato  | Tempo   | Note  |
| ---- | ---------------- | -------- | ----------- | ---------- | ------- | ----- |
| 2009 | Europei juniores | Novi Sad | 400 m piani | Semifinale | 47"89   | [ 1 ] |
| 2009 | Europei juniores | Novi Sad | 4x400 m     | Bronzo     | 3'09"87 | [ 1 ] |
| 2011 | Europei under 23 | Ostrava  | 400 m piani | Batteria   | 47"29   | [ 2 ] |
| 2011 | Europei under 23 | Ostrava  | 4x400 m     | 8º         | 3'09"07 | [ 3 ] |

## Campionati nazionali
- 2 volte campione promesse nei 400 m (2010, 2011)
- 1 volta campione promesse indoor negli 800 m (2009)
- 1 volta campione cadetti nei 1000 m (2005)

2005
- Oro ai Campionati italiani cadetti e cadette, (Bisceglie), 1000 m - 2'37"68[4]

2006
- 6º ai Campionati italiani allievi-juniores-promesse indoor, (Ancona, 400 m - 52"61[5]
- 10º ai Campionati italiani allievi e allieve, (Fano), 800 m - 1'58"72[6]

2007
- Argento ai Campionati italiani allievi-juniores-promesse indoor, (Genova, 400 m - 50"29[7]
- Bronzo ai Campionati italiani allievi e allieve, (Cesenatico), 400 m - 50"65[8]

2008
- Bronzo ai Campionati italiani juniores e promesse, (Torino), 400 m - 48"74[9]

2009
- Argento ai Campionati italiani allievi-juniores-promesse indoor, (Ancona), 400 m - 48"91[10]
- Oro ai Campionati italiani allievi-juniores-promesse indoor, (Ancona, 800 m - 1'55"90[11]
- Argento ai Campionati italiani juniores e promesse, (Rieti), 400 m - 47"90[12]
- In finale ai Campionati italiani juniores e promesse, (Rieti), 800 m - dns[13]

2010
- Bronzo ai Campionati italiani allievi-juniores-promesse indoor, (Ancona, 400 m - 49"23[14]
- 10º ai Campionati italiani allievi-juniores-promesse indoor, (Ancona, 800 m - 1'57"65[15]
- 5º ai Campionati italiani assoluti indoor, (Ancona, 400 m - 49"32[16]
- Oro ai Campionati italiani juniores e promesse, (Pescara), 400 m - 47"83[17]
- 5º ai Campionati italiani assoluti, (Grosseto), 400 m - 47"32[18]

2011
- Oro ai Campionati italiani juniores e promesse, (Bressanone), 400 m - 47"02[19]
- 6º ai Campionati italiani assoluti, (Torino), 400 m - 46”94[20]

2013
- 5º ai Campionati italiani assoluti indoor, (Ancona), 400 m - 48"06[21]
- In batteria ai Campionati italiani assoluti, (Milano), 400 m - 47"79[22]

2014
- 5º ai Campionati italiani assoluti indoor, (Ancona), 400 m - 48"08[23]
- In batteria ai Campionati italiani assoluti, (Rovereto), 400 m - 48"20[24]

2015
- Argento ai Campionati italiani assoluti indoor, (Padova), 400 m - 47"39[25]
- Bronzo ai Campionati italiani assoluti, (Torino), 400 m - 46"75[26]
- In batteria ai Campionati italiani assoluti, (Torino), 200 m - 22"04[27]

2016
- 5º ai Campionati italiani assoluti indoor, (Ancona), 400 m - 48"49[28]

## Altre competizioni internazionali
2008
- Argento nella Coppa del Mediterraneo ovest juniores, ( Rabat), 4x400 m - 3'13"08[29]

2009
- 5º nell'Incontro internazionale juniores indoor Francia-Germania-Italia, ( Metz), 800 m - 1'56"00[1]
- Oro nell'Incontro internazionale del Mediterraneo juniores, ( Madrid), 3'12"94[1]

2015
- 8º all'Europeo per nazioni, ( Čeboksary), 4x400 m - 3'06"71[30]